# 清原令望
清原 令望（きよはら の よしもち）は、平安時代前期の貴族。姓は真人。舎人親王の後裔である右京亮・清原長統（長統王）の子。官位は従五位上・大宰少弐。

## 経歴
元慶2年（878年）5月に秋田城下の乱鎮圧のために、鎮守将軍・小野春風に従い出羽権掾を兼務して下向（この時の官位は正六位上・左衛門少尉）。7月には出羽権守・藤原保則の指示により、同じく権掾の文室有房と共に秋田川の南岸に布陣し、蝦夷の渡河を防ぐ。同年12月に200名の蝦夷がかつて官軍から略奪した鎧22領を持参して降伏を願い出た際、令望は降伏する人数に比べて持参した鎧が少なすぎる（鎧を隠し持っている）ことから虚偽の降伏の懸念があるため、もっと数多くの鎧を持参させた上で降伏を認めるべき旨の意見を述べる。しかし、小野春風は自ら敵情視察を行った結果、蝦夷の降伏は本心によるもので、わざわざ霜雪を越えてやってきたのは降伏を強く願う証拠であるとの意見を出した。結局、春風の意見が採用されて蝦夷の降伏を受け入れることになり、出羽権介・藤原統行および文室有房らと共に令望は降伏した蝦夷に派遣されて労いの饗宴を行った。乱を平定後、秋田城司となり城介の代行を務め、俘囚の長の役目を担った。
仁和2年（886年）従五位下に叙せられ、その後、散位を経て、翌仁和3年（887年）修理大井堰使を務めた。宇多朝では大宰少弐を務めるが、寛平6年（894年）対馬国への兵士の配置、翌寛平7年（895年）博多警固所に配置された俘囚の増員と、新羅の入寇に備えた防衛の増強を朝廷に申請している。
出羽国仙北の清原氏の始祖ともいわれている。

## 官歴
『日本三代実録』による。
- 時期不詳：正六位上。左衛門少尉
- 元慶2年（878年） 5月4日：兼出羽権掾
- 時期不詳：左衛門大尉
- 仁和2年（886年） 正月8日：従五位下
- 仁和3年（887年） 4月3日：修理大井堰使
- 寛平6年（894年） 3月13日：見大宰少弐[要出典]

## 系譜
- 父：清原長統（長統王）
- 母：不詳
- 妻：秦富成の娘[1]
- 生母不明の子女
  - 男子：清原仲海